# Patek Philippe
Patek Philippe é uma empresa suíça fabricante de relógios de luxo. Foi fundada em 1851 por Antoni Patek e Adrien Philippe. É amplamente considerada, a par com a Rolex, Audemars Piguet, a mais luxuosa marca em horologia.
Patek Philippe é um nome de topo quando se fala de fabricantes de relógios. Fundada em 1839 por Count Norbert Antoine de Patek e seis anos mais tarde unindo-se a Jean Adrien Philippe, a Patek Philippe tem estado todo este tempo em primeiro lugar no que diz respeito à inovação e filosofia de qualidade. A marca Patek Philippe é sinônimo de elegância, luxo e requinte. São também os relógios mais caros e desejados. Mesmo comprando um relógio Patek Philippe usado não deixa de ser um bom investimento, haja vista que os mesmos retêm grande parte de seu valor.

## História

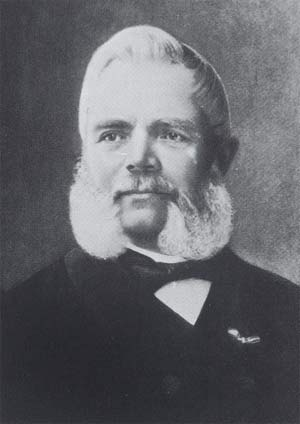
Antoine de Patek, co-fundador da marca

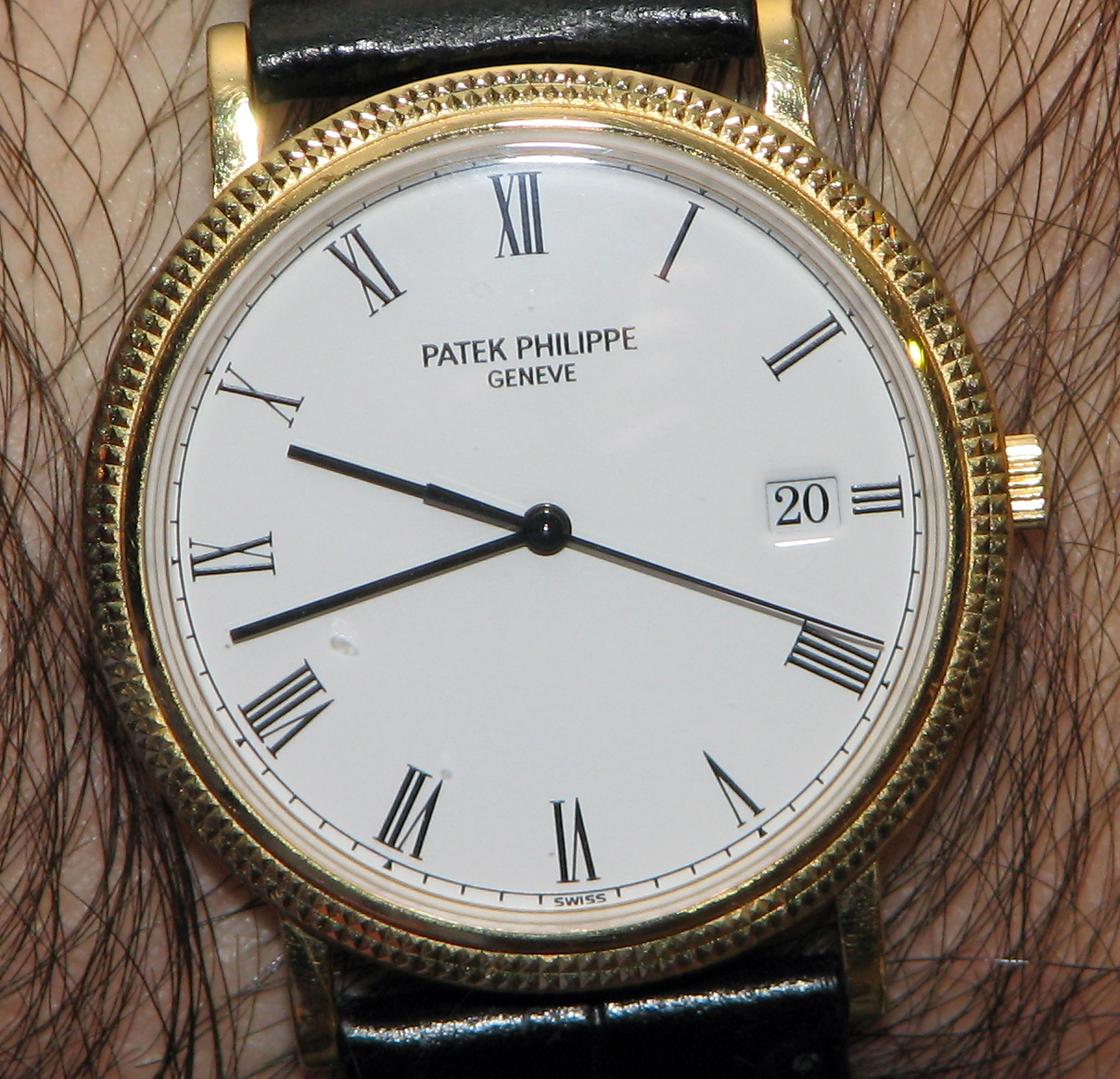
Patek Philippe série Calatrava

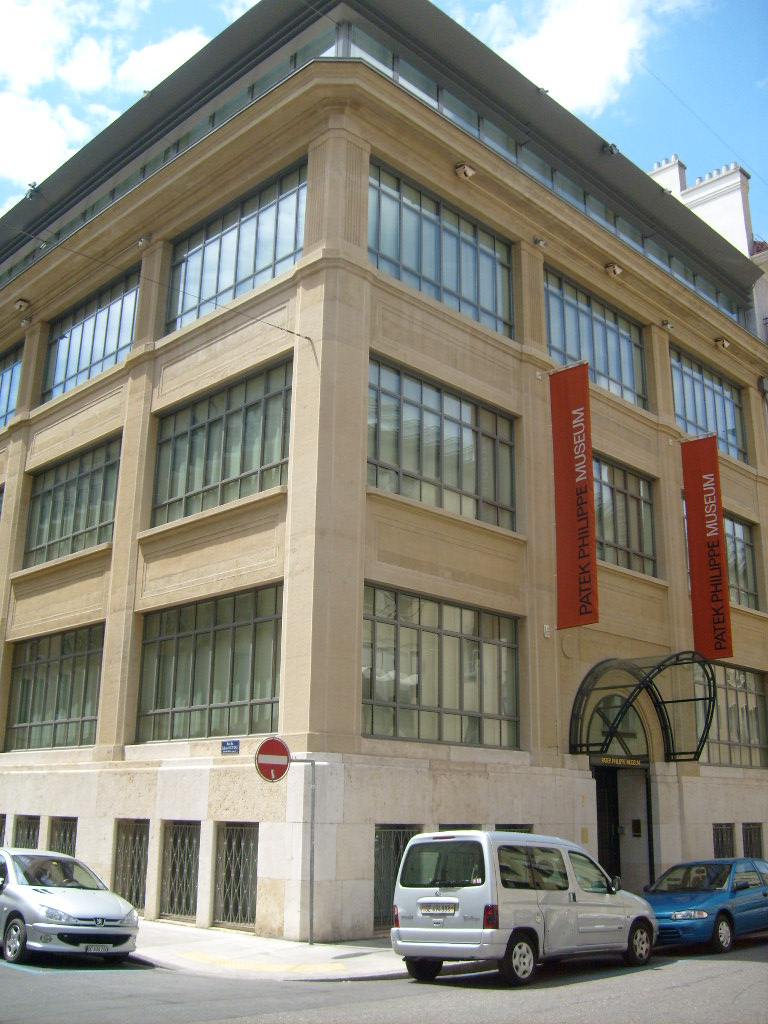
Museu Patek Philippe, em Genebra

Em 1 de maio de 1839 dois imigrantes poloneses, Antoni Patek (empresário) e Franciszek Czapek (relojoeiro) uniram forças para fundar a Patek, Czapek & Co. em Genebra. Em 1844, o Sr. Patek encontrou o relojoeiro francês Adrien Philippe em Paris, onde este último apresentou o seu sistema pioneiro de configuração do relógio pela coroa. Em 1845, quando Czapek decidiu deixar a empresa e para continuar a sua atividade por conta própria, o nome da empresa mudou para Patek & Co. Mais tarde, em 1851 quando Adrien Philippe oficialmente se associa, a empresa foi rebatizada como Patek Philippe & Co. Antes de mudar mais uma vez em 1901 para Antiga Fábrica de Relojoaria Patek Philippe & Co. SA. 
Em 1932, a empresa foi comprada por Charles Stern e Jean Stern, dois irmãos donos de uma ótima fábrica de relógios em Genebra. Desde então, passa a chamar-se Patek Philippe S.A.. Mesmo assim, continua a ser uma empresa familiar. Em 2009, a presidência da empresa foi oficialmente transmitido da 3 º para o 4 ª geração: Thierry Stern tornou-se presidente e seu pai Philippe Stern, presidente honorário.

## Inovações
Patek Philippe ficou conhecida por ter introduzido as seguintes inovações:
- Calendário perpétuo
- Cronógrafo
- Duplo cronógrafo

## Séries
Entre os relógios produzidos pela marca encontram-se as seguintes séries:
- Calatrava
- Nautilus
- Gondolo
- Aquanaut

## Clientes célebres
Dentre as celebridades que possuíram ou possuem um relógio Patek Philippe encontram-se a Rainha Vitória, da Inglaterra e seu marido, Príncipe Albert; o ex-presidente da França, Nicolas Sarkozy e sua esposa, Carla Bruni; o presidente russo Vladimir Putin; o ator estadunidense Brad Pitt, o ex-Beatle Paul McCartney e o guitarrista Eric Clapton.

## Relógio mais caro do mundo
Um relógio Patek Phillipe quebrou em 9 de novembro de 2019 o recorde de mais caro do mundo ao ser leiloado por 28 milhões de euros. O leilão de caridade foi organizado pela Christie’s em Genebra e os lucros reverteram para a pesquisa na área da distrofia muscular.
Criado especialmente para o leilão de caridade “Only Watch”, o Patek Philippe Grandmaster Chime 6300A-010, foi comprado por uma licitante particular por telefone. O leilão durou apenas cinco minutos no Four Seasons Hotel des Bergues.